# Hexatoma perpulchra
Hexatoma perpulchra är en tvåvingeart som först beskrevs av Alexander 1914.  Hexatoma perpulchra ingår i släktet Hexatoma och familjen småharkrankar. Inga underarter finns listade i Catalogue of Life.